# Jaime Mateu Istúriz
Pour les articles homonymes, voir Mateu et Istúriz.
Jaime Miguel Mateu Istúriz, né le 5 juin 1971, est un homme politique espagnol membre du Parti populaire (PP).
Il est élu député de la circonscription de Burgos lors des élections générales de décembre 2015.

## Biographie

### Une jeunesse marquée par ETA
Né dans une fratrie de sept frères et sœurs, il est le quatrième fils de José Francisco Mateu Cánovas ; ancien président du Tribunal de l'Ordre public (TOP) puis magistrat du Tribunal suprême. Celui-ci est assassiné par balle par l'organisation terroriste Euskadi ta Askatasuna (ETA) le 16 novembre 1978 alors qu'il se rendait à pied sur son lieu de travail. Henri Parot est reconnu coupable de l'attentat et condamné à 29 ans de prison. Huit ans plus tard, le 26 juillet 1986, son frère cadet Ignacio Mateu — devenu garde civil dans l'objectif de combattre ETA, affecté à Intxaurrondo, est également tué par l'explosion d'une bombe. Bien que les pistes dont disposent les enquêteurs semblent montrer la culpabilité de Kubati et Latasa Getaria, aucune condamnation n'a été prononcée plus de trente ans après les faits,,.

### Études et profession
Il réalise ses études supérieures à la prestigieuse université complutense de Madrid où il obtient une maîtrise en droit. Il complète sa formation par l'obtention d'un diplôme en hautes études de Défense, délivré par le Centre supérieur d'études de la Défense nationale (CESEDEN). Exerçant la profession d'inspecteur des finances, il est membre de l'Institut des experts-comptables.
Il est désigné chef du service territorial des Finances de la Junte de Castille-et-León dans la province de Burgos en 1988. Il quitte son poste en juillet 2003 lorsqu'il est nommé délégué territorial de la Junte dans la province de Burgos par le président Juan Vicente Herrera, sous l'autorité du conseiller à la Présidence et à l'Administration territoriale Alfonso Fernández Mañueco. Il est révoqué de ses fonctions administratives en novembre 2011 du fait de sa candidature lors des élections générales du même mois.

### Un mandat de sénateur
Il est effectivement investi en première position sur le ticket sénatorial présenté par le parti dans la circonscription de Burgos,. Obtenant le meilleur résultat provincial avec 108 989 voix sur son nom propre, il s'assure l'un des quatre mandats de sénateurs dévolus à la province. Membre des commissions de la Défense, de l'Intérieur et de l'Économie et Compétitivité, il est choisi comme porte-parole titulaire à la commission de l'Équipement.

### Député au Congrès
Lors des élections législatives de décembre 2015, il est désigné tête de liste du PP dans la circonscription de Burgos, en remplacement de l'ancien ministre Juan Carlos Aparicio,. Avec 82 037 voix et un score de 38,02 % des suffrages, sa liste remporte deux des trois mandats en jeu. Élu au Congrès des députés avec sa collègue Sandra Moneo, il intègre la commission de l'Équipement, la commission de la Sécurité routière ainsi que celle bicamérale de la Sécurité nationale. Il est également choisi au poste institutionnel de deuxième vice-président de la commission de l'Intérieur.
Candidat à un nouveau mandat lors du scrutin parlementaire anticipé de juin 2016, il totalise près de 6 000 votes supplémentaires et conserve les deux sièges. Il est alors confirmé dans ses responsabilités parlementaires mais abandonne la vice-présidence de la commission de l'Intérieur en avril 2018 lorsqu'il prend la présidence de la nouvelle commission non-permanente relative à l'Étude du modèle policier du XXIe siècle.